# Fornicephalae
Fornicephalae Raven, 1985 è un infraordine di ragni appartenente al sottordine Mygalomorphae.

## Caratteristiche
Nel 1985 l'aracnologo Raven suddivise il sottordine Mygalomorphae in due infraordini: Tuberculotae e Fornicephalae, distribuendovi le famiglie in base a considerazioni plesiomorfiche e sinapomorfiche.
Successivi approfondimenti (Coddington & Levi del 1991 e Goloboff del 1993) hanno consolidato ed ampliato questa suddivisione.

## Tassonomia
Attualmente, a giugno 2012, la maggior parte degli aracnologi è concorde sull'appartenenza a questo infraordine di otto famiglie:
- Actinopodidae Simon, 1892
- Antrodiaetidae Gertsch, 1940
- Atypidae Thorell, 1870
- Ctenizidae Thorell, 1887
- Cyrtaucheniidae Simon, 1892
- Euctenizidae Raven, 1985
- Idiopidae Simon, 1892
- Migidae Simon, 1892